# Ryan Carpenter
Ryan Michael Carpenter (* 18. Januar 1991 in Oviedo, Florida) ist ein US-amerikanischer Eishockeyspieler, der seit Juli 2024 bei den San Diego Gulls in der American Hockey League unter Vertrag steht. Zuvor war der Center in der National Hockey League (NHL) bereits zweimal für die San Jose Sharks sowie die Vegas Golden Knights, Chicago Blackhawks, Calgary Flames und New York Rangers aktiv.

## Karriere
Carpenter spielte während seiner Juniorenzeit zunächst zwischen 2009 und 2011 für die Sioux City Musketeers in der United States Hockey League und anschließend bis März 2014 für die Bowling Green State University in der Central Collegiate Hockey Association, einer Division im Spielbetrieb der National Collegiate Athletic Association.
Ungedraftet wurde der Stürmer im Anschluss an sein letztes Collegejahr von den San Jose Sharks aus der National Hockey League unter Vertrag genommen, die ihn fortan bis zum Frühjahr 2015 bei ihrem Farmteam, den Worcester Sharks, in der American Hockey League einsetzten. Mit der Umsiedlung des Teams kam er ab Herbst 2015 für die San Jose Barracuda in der AHL zum Einsatz. Er beendete die Saison 2015/16 als bester Scorer und Vorlagengeber des Teams und wurde von der Liga mit dem Yanick Dupré Memorial Award aufgrund seines besonderen Engagements in der Gesellschaft ausgezeichnet. Zudem kam er zu seinem NHL-Debüt für die San Jose Sharks. Nachdem er in der Spielzeit 2016/17 zwischen AHL- und NHL-Kader pendelte, erhielt er zum Beginn der Saison 2017/18 einen festen Platz im Kader der Sharks. Im Dezember 2017 versuchten die Sharks ihn schließlich über den Waiver zurück zu den Barracuda zu schicken, allerdings wählten ihn dort die Vegas Golden Knights aus. Mit dem Team erreichte er in den Playoffs 2018 überraschend das Finale um den Stanley Cup, unterlag dort allerdings den Washington Capitals.
Im Juli 2019 unterschrieb er als Free Agent einen Dreijahresvertrag bei den Chicago Blackhawks. Vor Ablauf dessen wurde er jedoch zur Trade Deadline im März 2022 an die Calgary Flames abgegeben, die im Gegenzug ein Fünftrunden-Wahlrecht im NHL Entry Draft 2024 nach Chicago schickten. In Calgary beendete er die Saison 2021/22 und wechselte anschließend im Juli 2022 als Free Agent zu den New York Rangers. In gleicher Weise kehrte er im Juli 2023 zu den San Jose Sharks zurück, ehe er im Juli 2024 einen auf die AHL beschränkten Vertrag bei den San Diego Gulls unterzeichnete.

## Erfolge und Auszeichnungen
- 2013 CCHA Second All-Star Team
- 2016 Teilnahme am AHL All-Star Classic
- 2016 Yanick Dupré Memorial Award

## Karrierestatistik
Stand: Ende der Saison 2023/24
(Legende zur Spielerstatistik: Sp oder GP = absolvierte Spiele; T oder G = erzielte Tore; V oder A = erzielte Assists; Pkt oder Pts = erzielte Scorerpunkte; SM oder PIM = erhaltene Strafminuten; +/− = Plus/Minus-Bilanz; PP = erzielte Überzahltore; SH = erzielte Unterzahltore; GW = erzielte Siegtore; 1 Play-downs/Relegation; Kursiv: Statistik nicht vollständig)